# 오이 부두중앙해변공원
오이 부두중앙해변공원(일본어: 大井ふ頭中央海浜公園)은 일본 도쿄도 시나가와구 야시오에 있는 공원이다.
2020년 하계 올림픽 · 패럴림픽 경기장으로 오이 하키 경기장이 신설되었다.

## 같이 보기
- 일본의 국립공원